# (152217) 2005 RR22
(152217) 2005 RR22 est un astéroïde de la ceinture principale.

## Description
(152217) 2005 RR22 est un astéroïde de la ceinture principale. Il fut découvert le 10 septembre 2005 à Androuchivka par l'Observatoire astronomique d'Androuchivka. Il présente une orbite caractérisée par un demi-grand axe de 2,37 UA, une excentricité de 0,17 et une inclinaison de 5,6° par rapport à l'écliptique.

## Nom
(152217) 2005 RR22 fut nommé[Quand ?] Akosipov, d'après Alexandr Kuzmich Osipov (uk). Cet astéroïde avait alors le même éponyme que (14335) Alexosipov. Pour cette raison, le nom Akosipov a été annulé le 16 décembre 2024.

## Compléments